# Manuel Rendón
Manuel Rendón Seminario (París, 2 de diciembre de 1894 - Portugal, 3 de enero de 1982) (también conocido como Manuel Rendón) fue un maestro pintor latinoamericano conocido por traer el Constructivismo a Ecuador y Latinoamérica. El Movimiento Constructivista sería comenzado en Rusia por Vladímir Tatlin alrededor de 1913 y Rendón vería su obra influenciado por esta estética mientras estudiaba en Francia. Cuando viajaría a Ecuador daría comienzo al arte contemporáneo en su país y en especial las corrientes abstractas de Arte.

## Biografía

### Infancia y primeros años en Francia

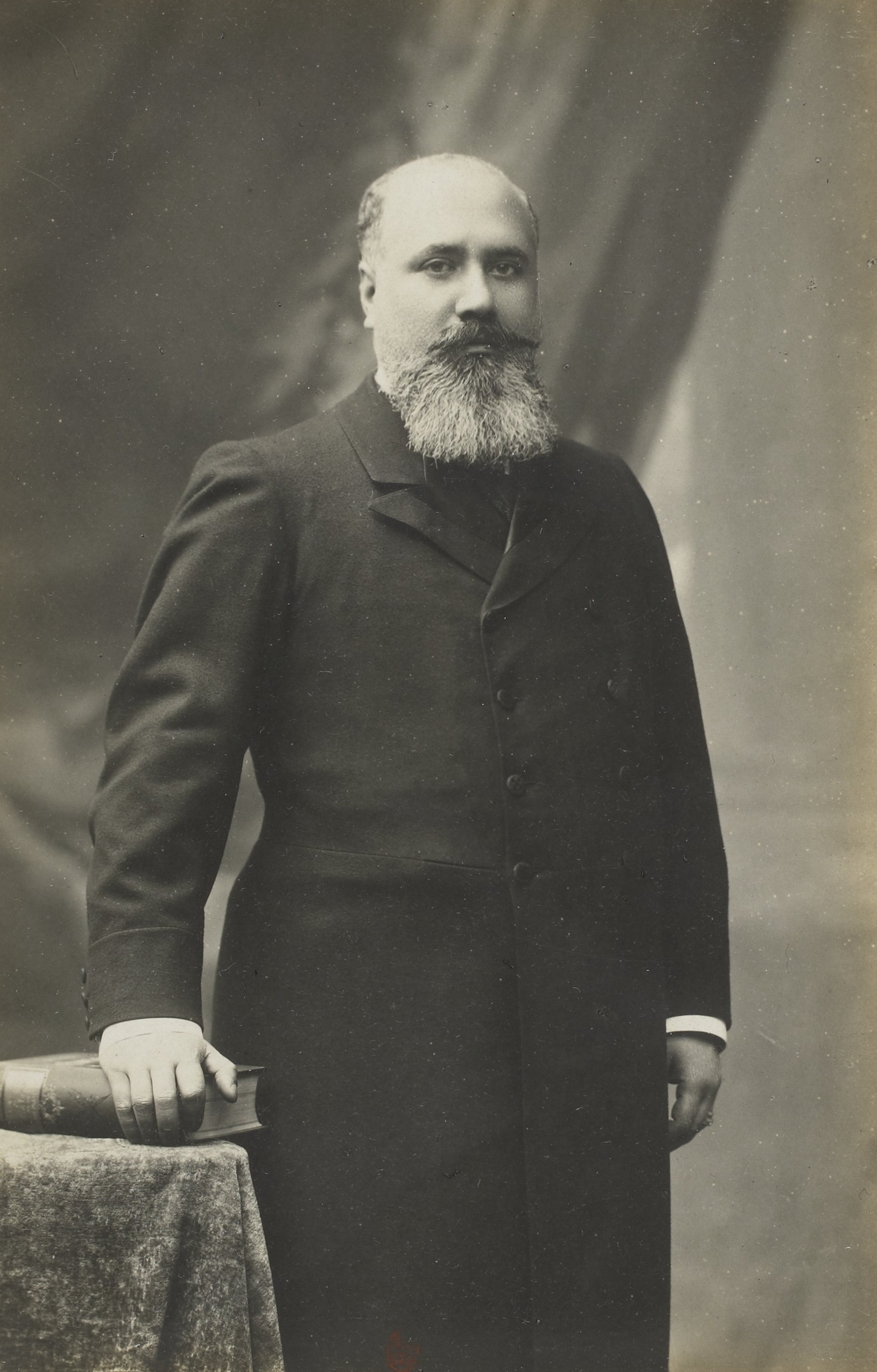
Víctor M. Rendón, padre de Manuel en la exposición universal de 1900

Durante el fin del siglo XIX e inicios del XX, debido al auge de la exportación del cacao en el Ecuador, los ecuatorianos adinerados vivían en París, de ahí que Manuel Rendón Seminario, de las dos más ricas familias, creció en París.
Nació el 2 de diciembre de 1894 en uno de los elegantes boulevares donde residían sus padres, el Dr. Víctor Manuel Rendón Pérez, médico, literato, músico, compositor y poeta, y María Seminario Marticorena, idealizada por su esposo como Elena en la novela “Lorenzo Cilda”, mujer de obstinada fe religiosa que logró sacar dos monjas de sus tres hijas. El padre de Rendón fungió como embajador en Francia por lo que Manuel Rendón haría su vida inicial en ese país. Por esta razón, su padre tenía más bien un carácter serio y solemne que chocó con Rendón cuando empezó a vivir de manera bohemia, y entablar amistades con Chaim Soutine y Amedeo Modigliani, a quién su padre rechazaba.
Rendón estudió en la Academia de la Grande Chaumière en París, sin embargo, se resistió a los centros formales de enseñanza artística , prefiriendo en cambio como destino una labor más solitaria, asidua y tenaz. A una edad temprana, la obra de Rendón fue regularmente exhibida en las salas de París. A principios de su carrera, Rendón vivió la vida bohemia del artista parisino, luchando para ganar dinero. Vendía pequeños trabajos hechos de cobre para obtener dinero para pintar. Convertido en artista, expuso sus obras en la famosa L’Effort Moderne de Leonce Rosenberg, lugar donde compartió exposiciones con artistas como Picasso, Braque, Juan Gris, Leger, Severini, Gleizes y Picabia. Sería además, dentro del boletín de la galería donde publicaría sus primeros versos. 
Ahí conocería a Paulette Everard Kiefer con quien se terminaría casando años más tarde. Ella, al terminar la Primera Guerra Mundial iría a París y empezó a ganarse la vida como una modelo en una Escuela de Pintura, donde posteriormente conocería a Manuel, quien se enamoraría de su belleza y buen corazón. Empezarían una vida juntos en una barcaza como pescadores en el mar de las cosas de Francia. Después Manuel tendría sus exposiciones en la Galería de Leonce Rosemberg en París.

### Vida en Ecuador y viajes a Europa

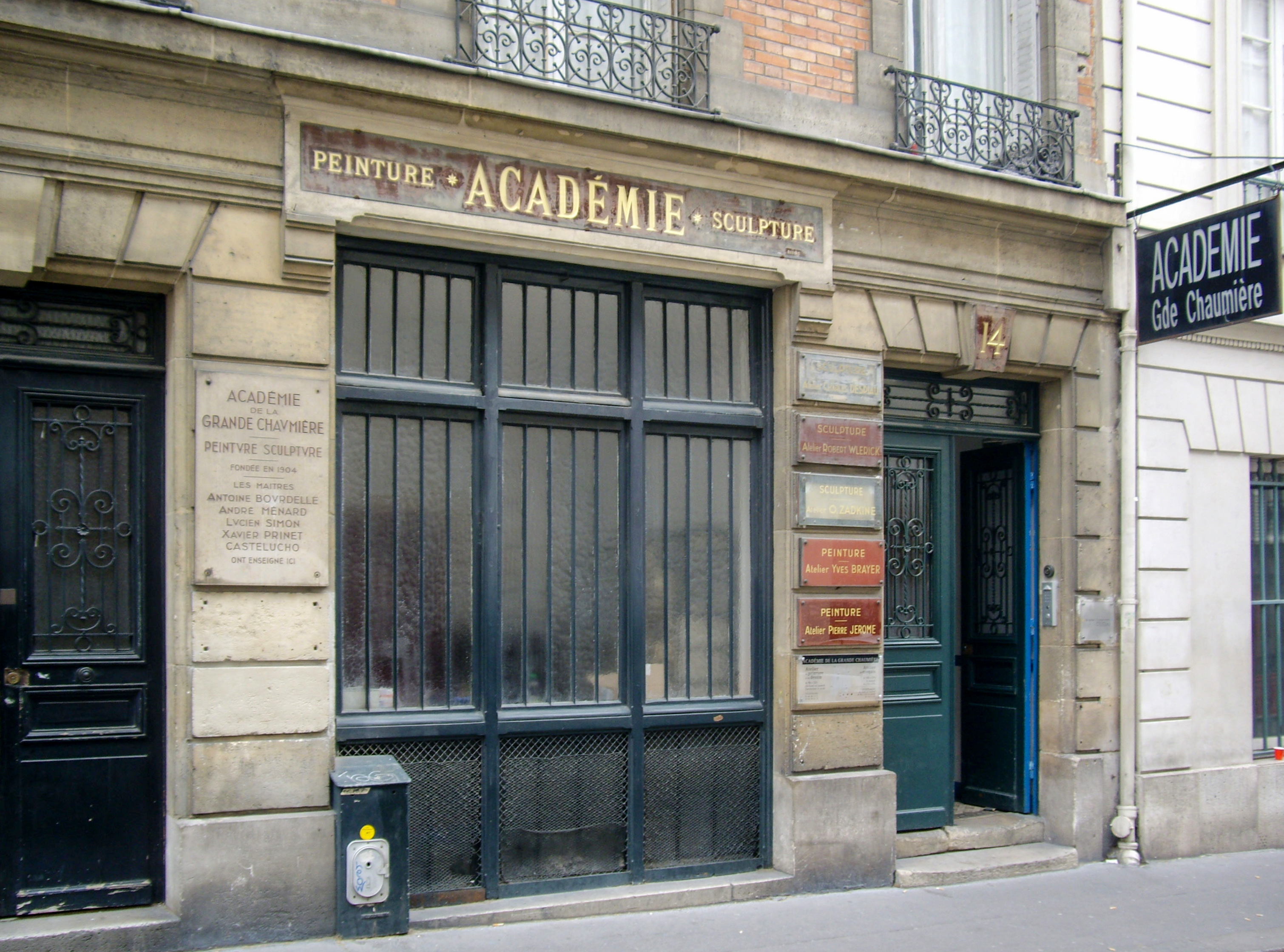
Académie de la Grande Chaumière de Paris, donde Manuel Rendón estudiaría bellas artes.

A los 24 años, en 1918 Rendón se trasladó  por primera vez a Ecuador. Su llegada significó el influjo de las grandes corrientes artísticas que se desarrollaban en Europa en esa época. Fue muy influenciado por las vanguardias, y dentro de todos los movimientos estéticos que se desarrollaron fue el constructivismo el que marcaría su obra. En 1932 se casó con Paulette Everard Kiefer, sin embargo no tuvo el apoyo inicial de su familia que era muy acomodada, mientras que su pareja si bien era intelectual tenía un origen humilde, puesto que había nacido en el Norte de Francia en la frontera con Bélgica donde su familia tenía una granja. Sin embargo, con la Primera Guerra Mundial todo cambiaría, parte de ella pasaría Paulette en el sótano de la granja para protegerse. Junto a Rendón desarrollarían su vida juntos en Francia, Ecuador y Portugal. 
Paulette fue la musa y compañera, por lo que muchos cuadros y poemas le dedicó Rendón. Entre ellos los siguientes versos:

“¡Oh mujer que lloras la nostalgia del punto del cual el número surgió! ¡Cómo para ti resucitar la unidad en lo múltiple, y revelar en la cadencia del corazón una inmutable esencia!”
Manuel Rendón

Tuvo un breve regreso a Europa cuando en 1926 Leopold Zborowsky le visitaría y quedaría impresionado por sus cuadros con retratos de montubios que había hecho en su paso por Ecuador. También causarían una gran impresión en el pintor Chaim Soutine. Terminaría ingresando en la Galería de Zborowsky, lo que le aumentaría su fama en Francia. 

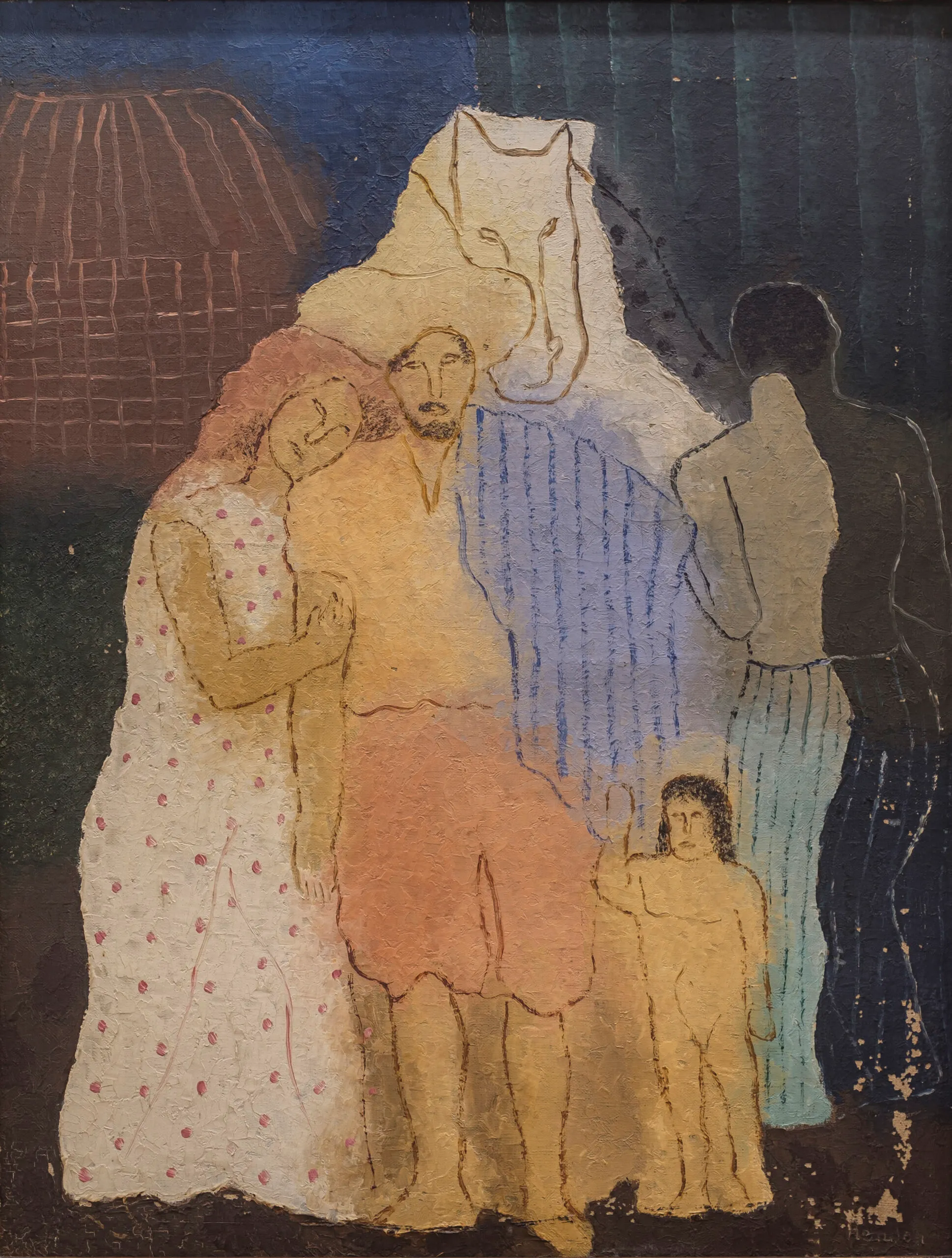
Familia montuvia

En 1937 exhibió su obra en Guayaquil; y, en 1939 en Quito. Estas exhibiciones tuvieron un enorme impacto en los grandes maestros que vivían en estas ciudades en esos tiempos. Las obras fueron modernas y abstractas por naturaleza.
La influencia de Rendón en el arte es de suma importancia. Según Juan Hadatty, su arte se enmarca dentro de las vanguardias y su influencia se desplegó tanto en América Latina como en Europa. Fue fundador de tendencias nuevas en Ecuador como el neofauvismo arbitrario, el divisionismo detallista esfumado, el neopuntillismo, el neorrealismo tropical o criollismo, así como de diversas formas de geometrismo (artístico, oval, translúcido, vitraleano, superpuesto, arístico triangular).
En un momento en el que el arte estaba siendo desarrollado exclusivamente bajo el canon del realismo social y el indigenismo, su obra abrió una vía y nuevas oportunidades para el desarrollo del arte contemporáneo. A nivel internacional influenció a pintores como Georges Mathieu y Alfred Manessier. Sobre su encuentro con Ecuador, Pimentel lo resume de la siguiente manera:

“Manuel venía a la Patria de sus mayores que no conocía y encontró pintoresca a Guayaquil con sus calles empedradas y caliginosas, aunque de noche soplaba el fresco de Chanduy. Pronto escapó a los homenajes que le rendían a su padre y fue a visitar la hacienda familiar de San Pablo a orillas del río Balzar. En contacto con la selva tropical pintó con nuevos colores un paisaje exuberante antes no conocido y trató a la gente del campo. Todo le parecía tan nuevo y exótico que sufrió un cambio; luego viajó a la Sierra, admiró las montañas, los valles, sufrió por la condición del indio y pintó numerosos lápices y aguadas…”.

En el año 1938, viajó junto a Paulette a las Islas Galápagos. En esa época, el archipiélago no tenía desarrollo turístico por lo que no habían hoteles ni restaurantes. Casi tampoco había gente. Su vida la habían desarrollado de manera bohemia y tenían costumbres que chocaban en la época: eran vegetarianos, cocinaban en una hornilla pequeña y comían en platos de hierro. Hasta entonces, el único pintor que lo había visitado era José María Roura Oxandaberro. Además, por esos años habían fallecido algunos migrantes europeos, entre ellos la baronesa Eloísa Wagner de Bousquet y todavía causaba impresión el famoso Galápagos Affäre. Empezaron su vida en la isla Floreana y tenían de vecinos a tres familias, los Zavala ecuatorianos, los Wittmer de Alemania y los Conway de Estados Unidos. Ahí Manuel desarrolló su obra enfocándose en dibujos y pinturas principalmente. Por su parte Paulette se dedicaría a la fotografía y a escribir su diario de viaje que posteriormente sería publicado en francés en Faro, Portugal y sería traducido al español por Miguel Ángel de Icaza Gómez titulado “Galápagos. Las últimas Islas Encantadas”. Además terminarían exponiendo juntos los "Paisajes de las Galápagos" con un total de 42 dibujos al crayón y 56 fotografías.

### Últimos años en Portugal

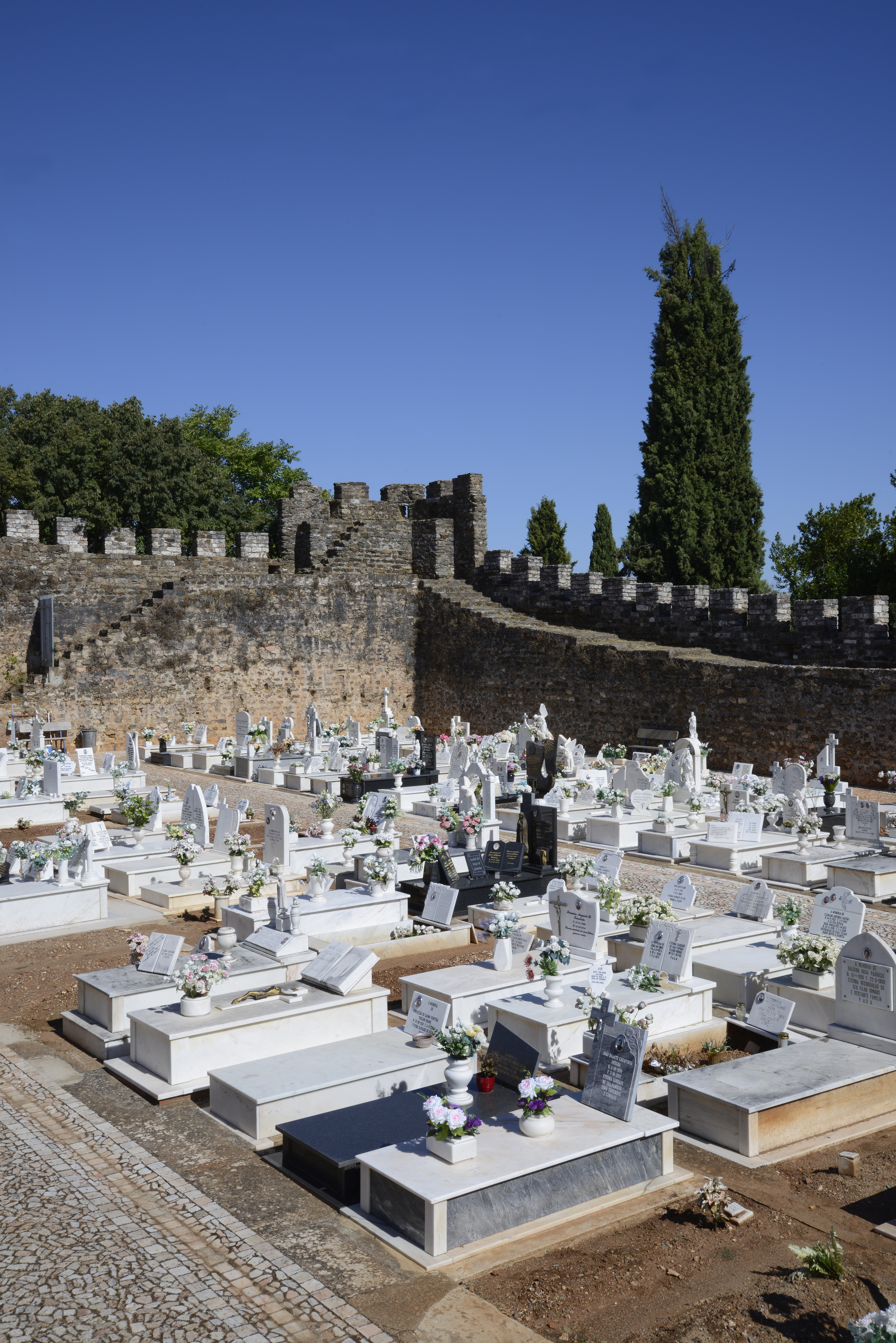
Cementerio de Vila Vicosa

Originalmente se establecieron en Albufeira, donde tuvo un taller frente a las casas blancas de los pescadores. Sin embargo, no vivirían mucho tiempo ahí puesto que se mudarían tiempo después a Vila Vicosa, una ciudad pequeña pero más señorial. En esta época se dedicó a dibujar a tinta y lápiz, evitando el uso del color. También hizo óleos figurativos similares a las esculturas de Alberto Giacometti.
Desde su regreso a Ecuador en los años veinte se había dedicado esporádicamente a la investigación genealógica. Durante este tiempo también realizó viajes a la ciudad de Chiclana de la frontera con España, donde encontró sus orígenes familiares en el caballero Gil Vela Rendón de Aragón, quién sería el antepasado más antiguo conocido en esa localidad. Sus publicaciones se hicieron en tres tomos que se guardan en el instituto Genealógico de Guayaquil. Por esta razón también se especula que además de los motivos de salud, su vida en Portugal fue también para pasar sus últimos días cerca de sus antepasados y concluir con su investigación genealógica.
Manuel Rendón falleció el 3 de enero de 1982 en Portugal, después de una vida completa dedicada al arte de la mano de Paulette, quien fallecería tres años después. La decisión de mudarse allá fue motivada por su esposa que padecía de asma. Los dos están enterrados en el cementerio del pueblo de Vila Vicosa, en la región de Alentejo. En su tumba se encuentra como epitafio "Pintor ecuatoriano" y un poema de Espiral. Su entierro fue simple según su voluntad en el cementerio vecino a la iglesia de Nuestra Señora de la Concepción.

## Legado y honores
Rendón predicó: "el papel del pintor es organizar las posibilidades que le son ofrecidas". El trabajo de Manuel Rendón es vasto y ha influenciado grandemente generaciones de maestros artistas en toda América Latina y Europa, tales como Antoni Tàpies, Antonio Saura, Enrique Tábara, Estuardo Maldonado, Carlos Catasse, Félix Aráuz, Aníbal Villacís, Oswaldo Viteri y Theo Constante, por nombrar a algunos. Trabajó junto a su amigo Oswaldo Guayasamín.
Sobre la influencia del constructivismo en su obra:

Tatlin también fue considerado progenitor del arte constructivista soviético posrevolucionario con sus contrarrelieves prerrevolucionarios, construcciones tridimensionales de madera y metal, algunas colocadas en esquinas (contrarrelieves de esquina) y otras de forma más convencional. Tatlin concibió estas esculturas para cuestionar las ideas tradicionales del arte, aunque no se consideraba constructivista y se oponía a muchas de las ideas del movimiento. Entre los constructivistas que destacaron posteriormente se encuentran Varvara Stepanova, Alexander Rodchenko, Manuel Rendón Seminario, Joaquín Torres García, László Moholy-Nagy, Antoine Pevsner y Naum Gabo.
Biografía de Vladimir Tatlin (1885 - 1953)

El Centro Cultural Simón Bolívar desarrolló una exposición de su obra en el año 2015 donde resumían su legado como:

"Es la imagen de Guayaquil, la imagen de la Costa, la imagen del Ecuador. Hay pocos artistas tan fuertes como Rendón, no solo en la región"

Su obra estaría siempre entre la pintura y escritura, por lo que sus exposiciones alternan entre los dos formatos. Sus textos, escritos algunos en francés tienen cierta reminiscencia con la “escritura automática” del surrealismo.
Según Juan Hadatty, Rendón es el artista ecuatoriano más importante de todos los tiempos por entre otras cosas la originalidad de su obra, la coherencia de su evolución como artista, su desdén por lo mercantil buscando siempre poner al arte primero y su criterio para evitar las modas pictóricas.
Su obra fue ponderada en Europa, y en el periódico “Dinstag” el crítico de arte Van Beuningen escribió:

Se lo cita junto a sus contemporéneos: Braque, Léger y Picasso, aunque no encuentro ningún punto de comapración. No se puede encerrar a Rendón en ninguna escuela, porque su obra no recuerda ninguna tendencia conocida.
Van Beuningen

## Obra

### Pinturas

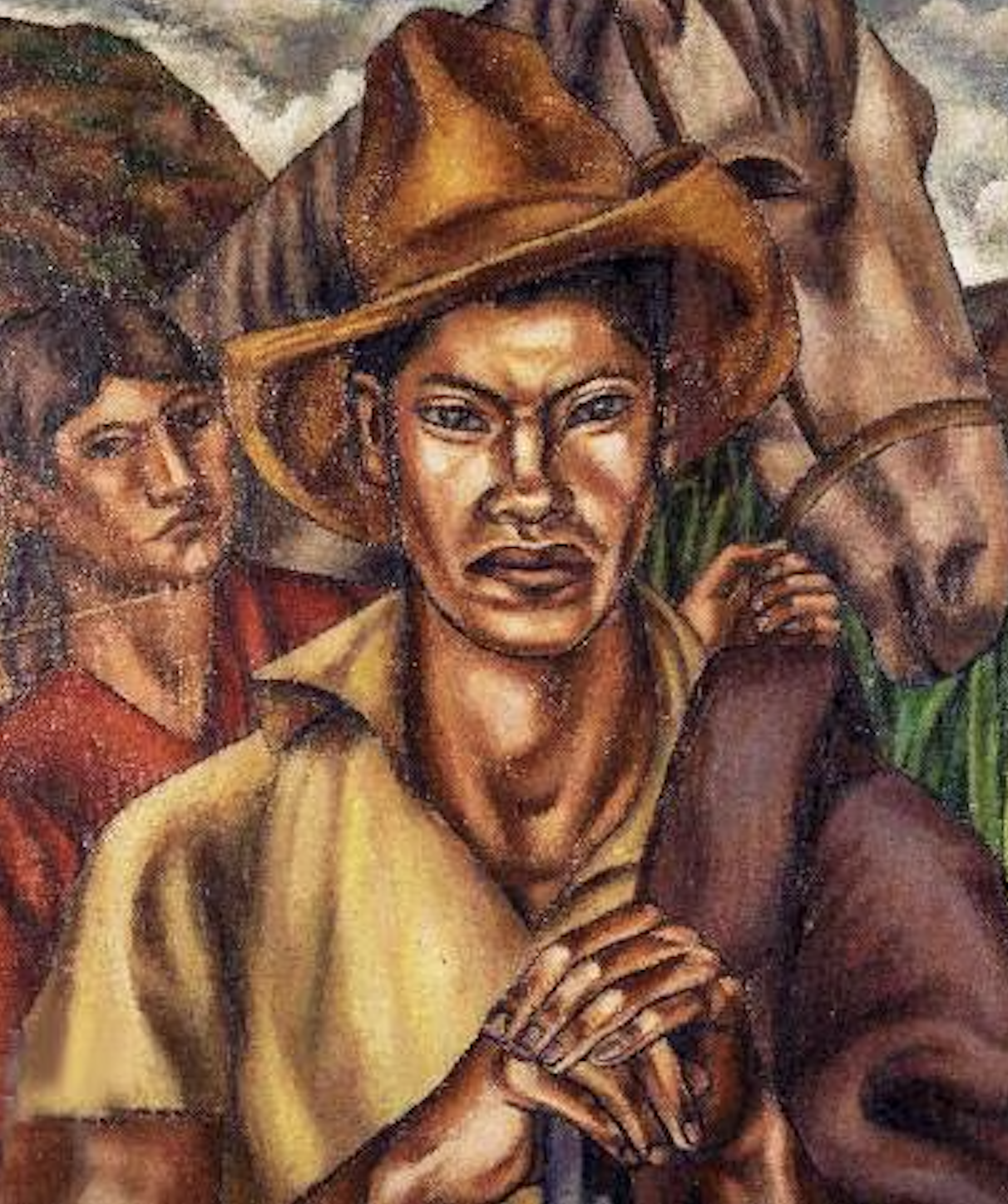
El mayordomo por Manuel Rendón Seminario

Su obra abarca cerca de 200 pinturas, custodiadas principalmente por el MAAC en el MALBA y el MMAM.
- Familia montuvia
- Le Scaphandrier (El Buzo)
- Burdel en Panamá, su primera obra americana
- Retrato de Paulette
- Los llorones
- El Jinete
- La Negra joven
- Hombre en un paisaje
- Cabeza de mujer
- Cabeza de negro
- Muchacha soñando
- Descendimiento
- El relato
- El pájaro vencedor
- El Mayordomo
- Rux 32

### Murales
- Mural del Banco Central del Ecuador, en Guayaquil
- Mural del Centro Cultural Simón Bolívar (MAAC)

### Escritos
- Poemario Espirales
- Dispersión, poema
- Correspondencia con Giorgio de Chirico[16]
- Investigaciones genealógicas en tres tomos

### Exposiciones

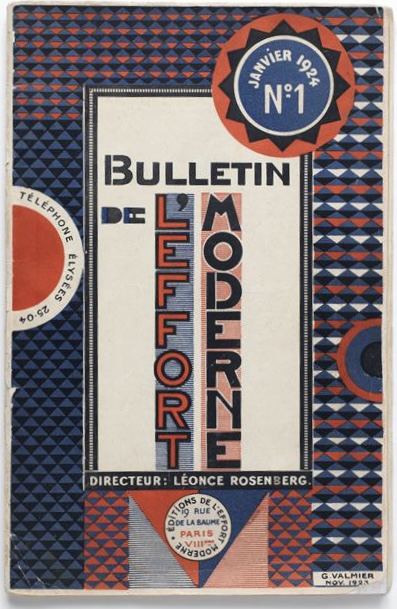
Boletín de L'Effort Moderne, publicada en 1924, por Leonce Rosemberg, donde Manuel Rendón publicaría sus primeras obras

Algunas de sus exposiciones se llevaron a cabo en los siguientes años:
- En 1818 haría su primera exposición en la Galería de Chalres Vildrac en París[17]
- En 1928 expuso sus obras en la Galería L’Effort Moderne[18]

- En 1946 sus obras fueron incluidas en la exposición de la Unesco. Desde entonces sus obras han sido expuestas en Brasil, Ecuador, Venezuela, Estados Unidos  y España.
- En 1955 José Gómez Sicre le invitó a exhibir sus cuadros en la Galería Panamericana de la OEA en Washington.
- En 1957, una de sus obras fue exhibida en la Galería de Berri en París, y además fue incluida dentro del Diccionaire d´Art Abstracte de Michael Seuhpor.
- En el año 1958 expuso en la Galería Roland de Aenlle de New York y en la Gres de Washington
- En la Bienal de La Habana se daría conferencia magistral con el título de ‘Manuel Rendón: un pintor ecuatoriano de la Ecole de París’
- En 1961 expuso en la Galería Urbis de Madrid
- En 1962 expuso en la Diario de Noticias de Lisboa
- El 1965 en Madrid expuso en la Sala Santa Catalina del Ateneo, su obra portuguesa llamada Composiciones.
- En 1967 expuso en la Casa de la Cultura Núcleo del Guayas
- En 2015 se llevó a cabo la exposición "Ut pictura poiesis" por el curador y experto en la vida de Rendón, Juan Castro y Velásquez.[19]

### Colecciones de Museos

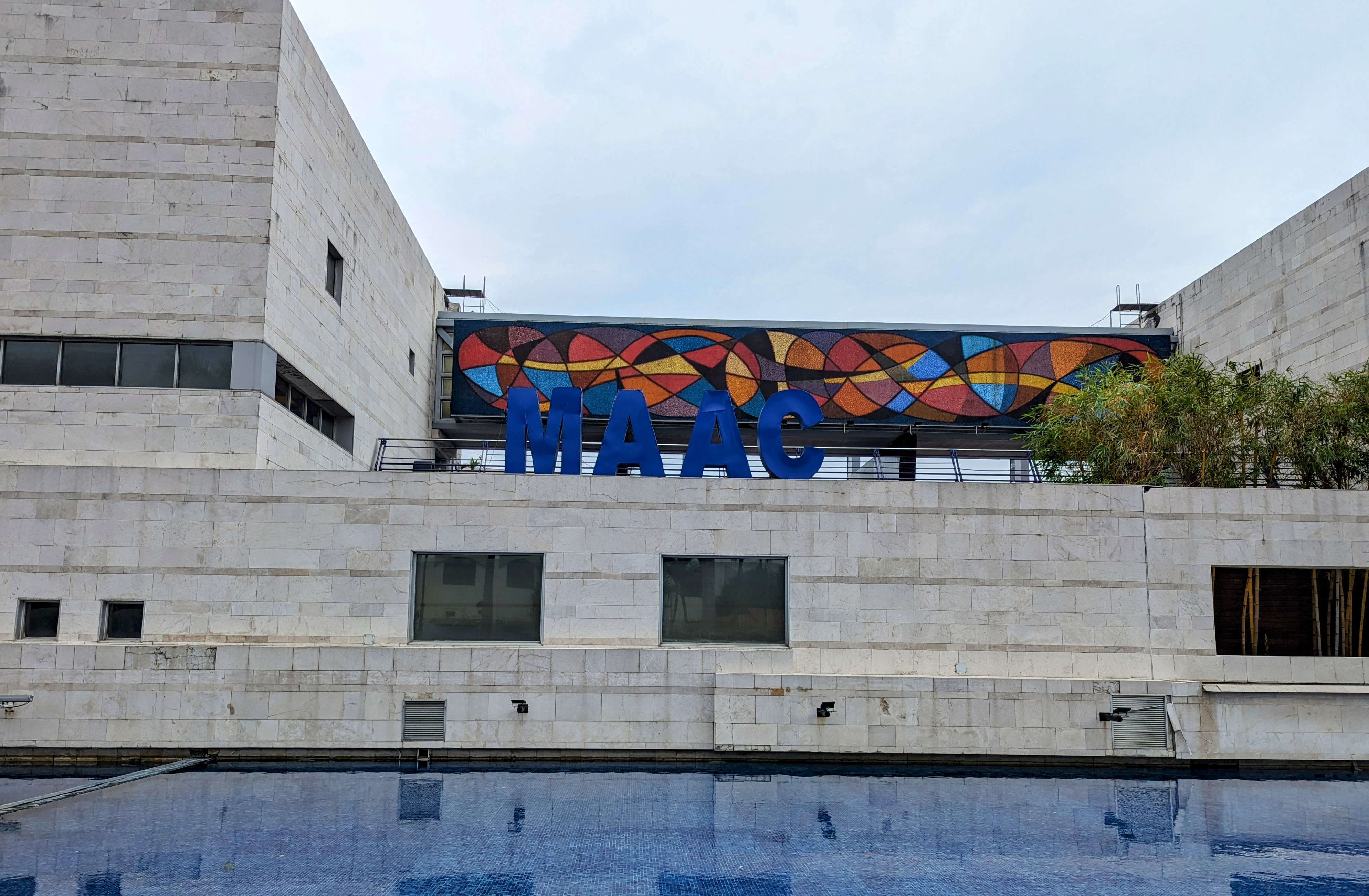
Mural de Manuel Rendon en el Museo Antropologico y de Arte Contemporáneo

- Fundación Malba Museo de Arte Latinoamericano de Buenos Aires (MALBA) de Buenos Aires[20]

- Museo Municipal de Arte Moderno (MMAM) de Cuenca[21]

- Museo Luis A. Noboa Naranjo de Guayaquil

### Honores
- La sala principal de la Casa de la Cultura Núcleo Guayas tiene su nombre en honor a su vida y obra.
- Uno de los murales más importantes de la ciudad de Guayaquil que rodean el edificio del Banco Central es de Manuel Rendón. Estos fueron el marco de varias escenas en la película “Sin otoño, sin primavera”.[22]
- También realizó el mural de la fachada del Centro Cultural Simón Bolívar, igualmente en Guayaquil.